# Zaireichthys heterurus
Zaireichthys heterurus är en fiskart som beskrevs av Roberts 2003. Zaireichthys heterurus ingår i släktet Zaireichthys och familjen Amphiliidae. IUCN kategoriserar arten globalt som livskraftig. Inga underarter finns listade i Catalogue of Life.